# Gloria Patricia Farfán Gutiérrez
Gloria Patricia Farfán Gutiérrez es una política colombiana nacida en el municipio de Florencia (Caquetá) en 1966, elegida alcaldesa de Florencia el 28 de octubre de 2007 como candidata del Movimiento Nacional Afrocolombiano para el periodo 2008-2011.

## Biografía

### Familia
Es hija de Marcos Farfán y Nohora Gutiérrez; sus hermanos son Luz Dary, Marcos, Jorge, Cristina y Leidy. Es nieta de Eloy Gutiérrez, uno de los fundadores de Florencia en 1902, quien formaba parte del grupo conocido como «Los Maiceros», por ser oriundo de territorio paisa y por dedicarse a la extracción del caucho en la primera empresa denominada la Perdiz. Es madre de dos mujeres, Yaneth Patricia y Ana María Cuellar.

### Trayectoria política
Fue Reina Nacional del Bambuco en 1982 cuando representó al departamento de Caquetá en la ciudad de Neiva. Posteriormente fue elegida en dos periodos consecutivos para ejercer como Diputada en la Asamblea Departamental del Caquetá, obteniendo la mayor votación en su segundo periodo.
En las elecciones regionales cumplidas el 28 de octubre de 2007, Gloria Patricia Farfán Gutiérrez fue elegida como alcalde de Florencia por el Movimiento Nacional Afrocolombiano con un 41,94% de los votos, para el periodo entre los años 2008-2011. No pudo terminar su mandato al resultar suspendida por la Procuraduría General de la Nación en septiembre de 2011.